# 100 gute Hundetaten
100 gute Hundetaten (Originaltitel: 100 Deeds for Eddie McDowd) ist eine amerikanisch-kanadische Sitcom, die zwischen 1999 und 2000 produziert wurde.

## Handlung
Eddie McDowd ist fies und ein Schulrowdy, der seine Schulkameraden und Lehrer tyrannisiert. Allerdings wird er eines Tages von einem geheimnisvollen Obdachlosen in einen Hund verwandelt. Er kann erst wieder ein Mensch werden wenn er 100 gute Taten vollbracht hat. Dies erweist sich jedoch schwerer als gedacht. So ist es zwar in der Lage zu sprechen, kann aber von niemanden außer Justin Taylor, dem Neuen an der Schule, verstanden werden. Diesen hatte er zuletzt gequält und an den Fahnenmast gehängt und muss sich nun wieder mit ihm versöhnen.

## Produktion und Veröffentlichung
Die Serie wurde zwischen 1999 und 2000 von Lynch Entertainment, Fireworks Entertainment, Lincoln Field Productions und Nickelodeon Productions unter der Regie von Gilbert M. Shilton und dem Drehbuch von Brian Kahn in Kanada produziert. Erstmals wurde die Serie vom 16. Oktober 1999 bis zum 21. April 2002 auf Nickelodeon ausgestrahlt. Die deutsche Erstausstrahlung fand am 15. März 2001 auf KI.KA statt. Weitere Ausstrahlungen im deutschsprachigen Fernsehen erfolgten auf KidsCo.

## Episodenliste
| Folge | deutscher Titel            | deutsche Erstausstrahlung |
| 1     | Ein Hundeleben             | 15. Mär. 2001             |
| 2     | Eddie räumt auf            | 16. Mär. 2001             |
| 3     | Hausarrest an Halloween    | 19. Mär. 2001             |
| 4     | Umzugspläne                | 20. Mär. 2001             |
| 5     | Hoch hängende Körbe        | 21. Mär. 2001             |
| 6     | Eddies Lieblingsfilm       | 22. Mär. 2001             |
| 7     | Weiße Weihnacht            | 23. Mär. 2001             |
| 8     | Der hungrige Bankräuber    | 26. Mär. 2001             |
| 9     | Frohes neues Jahr!         | 27. Mär. 2001             |
| 10    | Die große Liebe            | 28. Mär. 2001             |
| 11    | Justins Alptraum           | 29. Mär. 2001             |
| 12    | Fremde Federn              | 30. Mär. 2001             |
| 13    | Eddie hat genug            | 2. Apr. 2001              |
| 14    | Gigi ist zurück            | 3. Apr. 2001              |
| 15    | Endlich ohne Hundefängerin | 4. Apr. 2001              |
| 16    | Lügen haben Hundebeine     | 5. Apr. 2001              |
| 17    | Der große Hund             | 6. Apr. 2001              |
| 18    | April, April               | 9. Apr. 2001              |
| 19    | Eddie auf Streife          | 10. Apr. 2001             |
| 20    | Gwens Party                | 11. Apr. 2001             |
| 21    | Neues Zuhause gesucht      | 12. Apr. 2001             |
| 22    | Die Suche geht weiter      | 13. Apr. 2001             |
| 23    | Eddie liebt Tori           | 17. Apr. 2001             |
| 24    | Eddies Flirtschule         | 18. Apr. 2001             |
| 25    | Eddie der Star             | 19. Apr. 2001             |
| 26    | Die Hundetrainerin         | 20. Apr. 2001             |

## Trivia
- Die Serie Billy the Cat erzählt eine sehr ähnliche Geschichte.